# Villafans
Villafans là một xã ở tỉnh Haute-Saône trong vùng Franche-Comté phía đông Pháp. Xã có diện tích 6,44 km², dân số năm 2006 là 192 người. Khu vực này có độ cao từ 263-361 mét trên mực nước biển.